# Rahil Hamel
Rahil Hamel (* 21. Juli 2002) ist eine algerische Leichtathletin, die sich auf den Hürdenlauf spezialisiert hat.

## Sportliche Laufbahn
Erste internationale Erfahrungen sammelte Rahil Hamel im Jahr 2018, als sie bei den Afrikanischen Jugendspielen in Algier in 14,27 s die Silbermedaille über 100 m Hürden gewann. Im Jahr darauf gewann sie bei den Jugendafrikameisterschaften in Abidjan in 14,02 s die Silbermedaille und siegte anschließend in 14,71 s bei den Arabischen U18-Meisterschaften in Radès. 2021 gewann sie bei den Arabischen Meisterschaften ebendort in 14,36 s die Silbermedaille hinter der Ägypterin Lina Ahmed, ehe sie bei den U20-Weltmeisterschaften in Nairobi mit 14,64 s in der ersten Runde ausschied. Im Jahr darauf kam sie bei den Mittelmeerspielen in Oran mit 14,02 s nicht über den Vorlauf hinaus und 2023 gewann sie bei den Panarabischen Spielen in Algier in 13,56 s die Silbermedaille hinter der Bahrainerin Aminat Jamal. Zudem gewann sie dort mit der algerischen 4-mal-100-Meter-Staffel in 46,86 s die Bronzemedaille hinter den Teams aus Bahrain und Marokko. Im Jahr darauf siegte sie in 13,60 s über 100 m Hürden bei den Arabischen U23-Meisterschaften in Ismailia und 2025 siegte sie in 13,92 s bei den Arabischen Meisterschaften in Oran.
In den Jahren von 2022 bis 2024 wurde Hamel algerische Meisterin im 100-Meter-Hürdenlauf sowie 2022 und 2023 auch in der 4-mal-100-Meter-Staffel.

## Persönliche Bestleistungen
- 100 m Hürden: 13,64 s (+1,8 m/s), 24. Juli 2023 in Algier